# Markounda
Markounda ist eine Ortschaft in der Präfektur Ouham im Nordwesten der Zentralafrikanischen Republik. Markounda ist die Hauptstadt der gleichnamigen Unterpräfektur, die im Norden der Präfektur Ouham liegt.

## Lage und Verkehr
Markounda liegt 1,5 Kilometer von der Grenze zum Tschad entfernt. Die Nana Barya ist der Grenzfluss, sie fließt über den Ouham und den Schari zum Tschadsee. Die Gegend ist sehr waldreich. Schätzungsweise 80 bis 90 % der Unterpräfektur sind baumbestanden. Es herrscht Savannenklima mit einer Regenzeit gegen Mitte des Jahres und einer heißen Trockenzeit von November bis März.
Die nächsten Städte sind Boguila in einer Entfernung von etwa 65 Kilometern Richtung Süden und Goré im Tschad, etwa 60 Kilometer nordwestlich. Nach Bossangoa, der Hauptstadt der Präfektur sind es etwa 150 Kilometer und nach Bangui, der Hauptstadt des Landes sind es 450 Kilometer.

## Bevölkerung
Für die Subpräfektur Markounda, die neben der Stadt Markounda noch zahlreiche kleinere Dörfer umfasst, wurde bei einer Schätzung im Jahr 2021 eine Bevölkerungszahl von etwa 37.399 Einwohnern festgestellt.

## Einrichtungen
Die Hauptkirche von Markounda heißt Saint Joseph de Markounda. Dort wurde 2017 das Centre Aïta gegründet, eine Institution, in der ehemalige Kindersoldaten Zuflucht erhalten und die Schule besuchen können. Verschiedene bewaffnete Gruppen im Bürgerkrieg in der Zentralafrikanischen Republik, der 2012 begann, rekrutieren oder rekrutierten Kindersoldaten, vor allem die der ehemaligen Séléka-nahen Révolution Justice und die Anti-Balaka. Den Kindern und Jugendlichen wird auch geholfen, sich in ihren Familien wiederzuintegrieren oder weiterführende Schulen besuchen zu können. Viele der ehemaligen Kindersoldaten sind traumatisiert.
Im August 2024 wurde in Markounda ein neues Verwaltungsgebäude der Unterpräfektur Markounda eingeweiht, das durch die MINUSCA finanziert wurde.

## Geschichte
Im Mai 2023 kam es zu einer starken Flüchtlingsbewegung in die Gegend von Markounda, als in den angrenzenden Bereichen des Tschad zu gewaltsamen Konflikten zwischen nomadischen Fulbe-Viehzüchtern und sesshaften Bewohnern kam. Die ankommenden Flüchtlinge waren dabei nicht nur Tschader, sondern auch Menschen, die wegen des Bürgerkriegs in der Zentralafrikanischen Republik in den Tschad geflohen waren. Durch die Ankunft der 30.000 bis 40.000 Flüchtlinge in der ländlichen Region verschlechterte sich die humanitäre Situation dramatisch.